# Ashtoret (geslacht)
Ashtoret is een geslacht van kreeftachtigen uit de klasse van de Malacostraca (hogere kreeftachtigen).

## Soorten
- Ashtoret granulosa (Miers, 1877)
- Ashtoret lunaris (Forskål, 1775)
- Ashtoret maculata (Miers, 1877)
- Ashtoret miersii (Henderson, 1887)
- Ashtoret obtusifrons (Miers, 1877)
- Ashtoret picta (Hess, 1865)
- Ashtoret sangianulata Galil & Clark, 1994
- Ashtoret shengmuae Galil & Clark, 1994

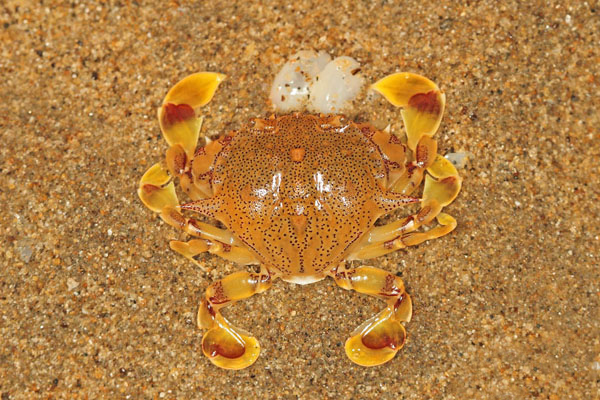
Ashtoret lunaris
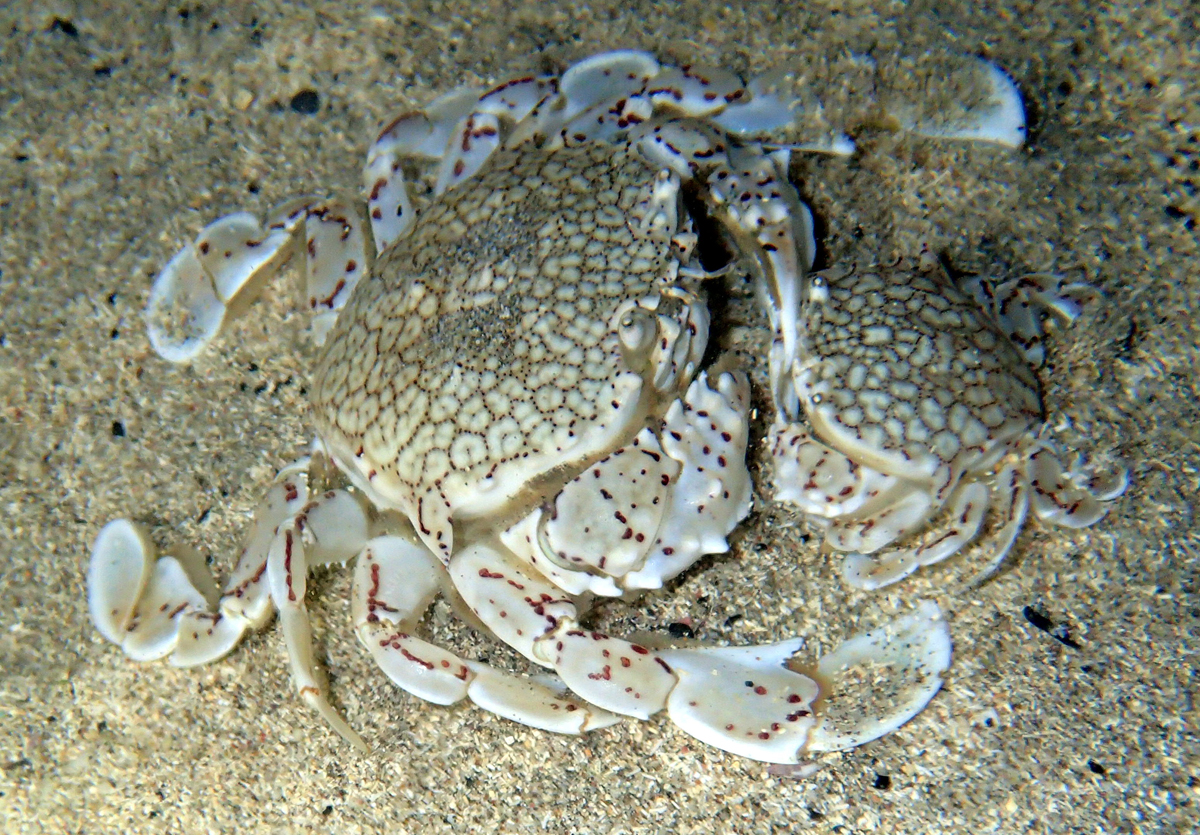
Ashtoret picta